# Mislata Club de Fútbol
El Mislata Club de Fútbol es un club de fútbol español situado en Mislata, en la Comunidad Valenciana, (España) que milita en la Primera Regional de la Comunidad Valenciana. Se fundó en 1931 y juega sus encuentros, en el campo municipal La Canaleta, con capacidad para 2000 espectadores.

## Temporada 2021-2022
El Mislata Club de Fútbol milita en la 1.ª Regional Valenciana Grupo 4. En la temporada actual participó en la COPA COMUNITAT MEDITERRÁNEA "LA NOSTRA COPA", hasta la 3.ª eliminatoria de la 2.ª Ronda, donde fue derrotado por el CD Serranos. Ha ganado la liga frente al Mislata UF el derbi mislateño y en el próximo año jugará en Preferente Valenciana